# Wasfia Nazreen
Wasfia Nazreen (Daca, 27 de octubre de 1982) es una alpinista, activista, trabajadora social y escritora de Bangladés. Es la primera mujer de ese país en completar el récord de las Siete Cumbres siguiendo las variaciones del alpinista Reinhold Messner. National Geographic reconoció a Nazreen como uno de sus Aventureros del Año 2014/2015. Fue seleccionada en honor a su activismo y compromiso con el empoderamiento de las mujeres a través de su trabajo en el campo de la aventura. Fue nuevamente seleccionada como uno de sus exploradores emergentes en 2016, convirtiéndose en la única mujer en ostentar el título simultáneo de Explorador de National Geographic y Aventurero del Año. Fue nombrada por la revista Outside como una de las 40 mujeres en los últimos 40 años que han desafiado al mundo exterior a través de su liderazgo, innovación y hazañas atléticas.
Nazreen también es conocida por sus campañas para crear conciencia sobre la situación de los derechos humanos en el Tíbet, los impactos ambientales, las trabajadoras sexuales de Bangladés y los grupos minoritarios.
Nazreen inspiró un documental titulado Wasfia en 2016, realizado por Apple Inc. y producido por RYOT Films. El documental se filmó en el iPhone 6s y se estrenó en el festival Telluride Mountainfilm el mismo año. La cinta se encuentra actualmente de gira por todo el mundo y se exhibe como parte de National Geographic Shortfilm Showcase. Recibió aclamaciones críticas a nivel internacional, incluida una nominación para el prestigioso premio Tribeca-X en el Festival de Cine de Tribeca 2017.